# Aloe acuminata
Aloe acuminata é uma espécie de liliopsida do gênero Aloe, pertencente à família Asphodelaceae.